# Tuyến Rinkai
Tuyến Rinkai (りんかい線 Rinkai-sen) là một tuyến đường sắt tại Tokyo, Nhật Bản. Đây là tuyến duy nhất được vận hành bởi công ty hợp tác công-tư Đường sắt Tốc hành Ven biển Tokyo. Tuyến đường kết nối khu vực trung tâm Tokyo với hai hòn đảo nhân tạo Aomi và Odaiba. Một số chuyến tàu của Công ty Đường sắt Đông Nhật Bản (JR East) cũng đi qua tuyến đường này để tiếp tục tới các ga Shinjuku, Ikebukuro, Ōmiya, và Kawagoe.

## Tổng quan
Mặc dù không thuộc mạng lưới tàu điện ngầm Tokyo (do xây dựng theo tiêu chuẩn của JR), Tuyến Rinkai vẫn là tuyến đường sắt đi trên phần đường tách biệt hoàn toàn và đi ngầm gần 10 km (6,2 mi) trên tổng chiều dài 12,2 km (7,6 mi), trong đó đoạn đi sâu nhất là đoạn qua Cảng Tokyo với độ sâu lên tới 40 mét (130 ft) so với mặt đất. Đoạn Shinonome – Shin-Kiba (sử dụng đường ray của Tuyến Hàng hóa Keiyō trước đây) được xây dựng đi trên cao.

## Danh sách nhà ga
Tất cả các ga đều nằm trong thành phố Tokyo. Tất cả chuyến tàu đều dừng tại mọi ga trên tuyến.
| Số                                                                   | Ga                | Tiếng Nhật     | Khoảng cách (km) | Khoảng cách (km) | Trung chuyển                                                     | Địa điểm  |
| Số                                                                   | Ga                | Tiếng Nhật     | Giữa các ga      | Tổng cộng        | Trung chuyển                                                     | Địa điểm  |
| -------------------------------------------------------------------- | ----------------- | -------------- | ---------------- | ---------------- | ---------------------------------------------------------------- | --------- |

Bản đồ tuyến Rinkai

| R01                                                                  | Shin-Kiba         | 新木場         | -                | 0,0              | - JE Tuyến Keiyo - Y Tuyến Yurakucho Tokyo Metro (Y-24)          | Kōtō      |
| R02                                                                  | Shinonome         | 東雲           | 2,2              | 2,2              |                                                                  | Kōtō      |
| R03                                                                  | Kokusai-Tenjijō   | 国際展示場     | 1.3              | 3.5              | Yurikamome (Ariake: U-12)                                        | Kōtō      |
| R04                                                                  | Tokyo Teleport    | 東京テレポート | 1,4              | 4,9              | Yurikamome (Odaiba-Kaihinkōen: U-06, Aomi: U-10)                 | Kōtō      |
| R05                                                                  | Tennōzu Isle      | 天王洲アイル   | 2,9              | 7,8              | MO Tokyo Monorail                                                | Shinagawa |
| R06                                                                  | Shinagawa Seaside | 品川シーサイド | 1,1              | 8,9              |                                                                  | Shinagawa |
| R07                                                                  | Ōimachi           | 大井町         | 1,6              | 10,5             | - JK Tuyến Keihin-Tohoku - OM Tuyến Tokyu Oimachi                | Shinagawa |
| R08                                                                  | Ōsaki             | 大崎           | 1,7              | 12,2             | - JA Tuyến Saikyo - JY Tuyến Yamanote - JS Tuyến Shonan-Shinjuku | Shinagawa |
| ↓ Chạy trực thông tới/từ Kawagoe thông qua Tuyến Saikyō và Kawagoe ↓ |                   |                |                  |                  |                                                                  |           |

## Công ty vận hành
Công ty Cổ phần Đường sắt Tốc hành Ven biển Tokyo (東京臨海高速鉄道株式会社 (Đông kinh lâm hải cao tốc thiết đạo châu thức hội xã) Tōkyō Rinkai Kōsoku Tetsudō Kabushiki-gaisha) được thành lập ngày 12 tháng 3 năm 1991, với mục đích xây dựng và vận hành tuyến đường sắt. Đây là một công ty hợp tác công-tư, và tính đến ngày 1 tháng 4 năm 2013, 91,32% cổ phần của công ty được sở hữu bởi Chính quyền Đô thị Tokyo, 2,41% bởi JR East, 1,77% bởi Quận Shinagawa, 0,70% bởi Ngân hàng Mizuho, 0,46% bởi Ngân hàng MUFG, 0,34% bởi Sumitomo Mitsui Banking Corporation, và 3% còn lại bởi 41 công ty khác.
Bất chấp tình hình tài chính khó khăn, TWR được phát hiện đã quyên góp 5 triệu yên cho Chính quyền Đô thị Tokyo vào ngày 16 tháng 10 năm 2009, nhằm ủng hộ việc thành phố đấu thầu đăng cai Thế vận hội Mùa hè 2016. Công ty nhiều khả năng sẽ hưởng lợi tài chính nếu đại hội được tổ chức tại Tokyo, khi nhiều địa điểm thi đấu được đề xuất nằm dọc Tuyến Rinkai.
Ngoài sở hữu và vận hành Tuyến Rinkai, TWR cũng tham gia kinh doanh bất động sản và đấu thầu/quản lý thiết kế liên quan tới các nhà ga.

## Kế hoạch tương lai
Vào tháng 8 năm 2014, JR East được cho là đang đàm phán để mua lại Tuyến Rinkai. Điều này sẽ khiến việc tích hợp tuyến đường này vào kế hoạch xây dựng một tuyến đường sắt đi thẳng tới Sân bay Haneda đơn giản hơn, cũng như cung cấp các chuyến tàu chạy trực thông tới và từ Tuyến Keiyo của JR.